# سیارک ۸۹۱۵
سیارک ۸۹۱۵ (به انگلیسی: 8915 Sawaishujiro، نامگذاری:1995YK3) هشت هزار و نهصد و پانزدهمین سیارک کشف شده‌است که در ۲۷ دسامبر ۱۹۹۵ کشف شد.
قدر مطلق سیارک برابر ۵۶.۲ است.